# Роальд Амундсен (футболіст)
Руалл Амундсен (норв. Roald Amundsen; 18 вересня 1913 — 29 березня 1985) — норвезький футболіст, що грав на позиції захисника, за клуб «Мйондален». Володар Кубка Норвегії.

## Клубна кар'єра
У футболі відомий виступами у команді «Мйондален», кольори якої і захищав протягом усієї своєї кар'єри гравця. За цей час виборов титул володаря Кубка Норвегії.

## Виступи за збірну
Був присутній в заявці збірної на чемпіонаті світу 1938 року у Франції, але на поле не виходив.
Помер 29 березня 1985 року на 72-му році життя.

## Титули і досягнення
- Володар Кубка Норвегії (1):

«Мйондален»: 1937